# Grécia nos Jogos Olímpicos de Verão da Juventude de 2010
A Grécia participou dos Jogos Olímpicos de Verão da Juventude de 2010 em Cingapura. Com uma delegação composta de 28 atletas que competiram em 9 esportes, o país conquistou uma prata e três bronzes.

## Medalhistas
| Medalha | Nome                                                                           | Esporte     | Evento                           | Data         |
| ------- | ------------------------------------------------------------------------------ | ----------- | -------------------------------- | ------------ |
| Prata   | Michalis Nastopoulos Apostolos Lampridis                                       | Remo        | Dois sem masculino               | 18 de agosto |
| Bronze  | Eleni Diamanti Lydia Ntalamagka                                                | Remo        | Dois sem feminino                | 18 de agosto |
| Bronze  | Theodoros Tsiloulis Spyridon Panagiotaras Lampros Vlachos Emmanuel Tselentakis | Basquetebol | Torneio Masculino de Basquetebol | 23 de agosto |
| Bronze  | Theodoros Chrysanthopoulos                                                     | Atletismo   | Salto com vara masculino         | 23 de agosto |

## Atletismo
| Evento                          | Atleta                     | Qualificação | Qualificação | Final     | Final        |
| Evento                          | Atleta                     | Resultado    | Posição      | Resultado | Posição      |
| ------------------------------- | -------------------------- | ------------ | ------------ | --------- | ------------ |
| Arremesso de martelo feminino   | Agapi Proskynitopoulou     | 56,60        | 5º           | 48,76     | 9º (Final A) |
| 3000 m feminino                 | Aikaterini Berdousi        | 9:44.73      | 5º           | 9:37.56   | 4º (Final A) |
| Marcha atlética feminina (5 km) | Aikaterini Theodoropoulou  |              |              | 23:44.38  | 10º          |
| Salto em altura feminino        | Alexandra Zagora           | 1,76         | 5º           | 1,75      | 7º (Final A) |
| Arremesso de peso masculino     | Dimitrios Senikidis        | 18,43        | 10º          | 18,50     | 3º (Final B) |
| Arremesso de disco feminino     | Evangelia Psaraki          | 45,00        | 6º           | 44,64     | 6º (Final A) |
| Arremesso de martelo masculino  | Nektarios Fylladitakis     | 68,67        | 7º           | 57,59     | 8º (Final A) |
| Salto triplo masculino          | Nikolaos Tsiokos           | 14,80        | 9º           | 14,80     | 2º (Final B) |
| Arremesso de disco masculino    | Petros Evangelakos         | 54,57        | 8º           | 58,37     | 4º (Final A) |
| Salto com vara masculino        | Theodoros Chrysanthopoulos | 4,70         | 2º           | 4,95      | [ 20 ]       |

## Basquetebol
Masculino:
| Elenco                                                                         | Preliminares                                                                          | Preliminares | Quartas-de-final      | Semifinais          | Disputa pelo bronze        | Pos. final        |
| Elenco                                                                         | Grupo A                                                                               | Pos.         | Quartas-de-final      | Semifinais          | Disputa pelo bronze        | Pos. final        |
| ------------------------------------------------------------------------------ | ------------------------------------------------------------------------------------- | ------------ | --------------------- | ------------------- | -------------------------- | ----------------- |
| Emmanuel Tselentakis Lampros Vlachos Spyridon Panagiotaras Theodoros Tsiloulis | NZL Nova Zelândia V 22-19 PUR Porto Rico V 23-21 SRB Sérvia D 14-34 IND Índia V 33-20 | 2º           | ARG Argentina V 25-24 | CRO Croácia D 30-33 | USA Estados Unidos V 34-25 | Medalha de bronze |

## Boxe
| Evento                            | Atleta               | Preliminares                | Disputa pelo 5º lugar     | Pos. final |
| --------------------------------- | -------------------- | --------------------------- | ------------------------- | ---------- |
| Peso superpesado (acima de 91 kg) | Alexios Zarntiasvili | MDA Daniil Svaresciuc D 4-6 | UKR Oleksandr Skoryi D WO | 6º         |

## Ginástica

### Ginástica artística
| Atleta              | Evento                       | Qualificação | Qualificação | Final por aparelhos | Final por aparelhos | Final individual geral | Final individual geral | Final individual geral | Final individual geral | Final individual geral | Final individual geral | Final individual geral | Final individual geral | Final individual geral | Final individual geral |
| Atleta              | Evento                       | Result.      | Pos.         | Result.             | Pos.                | Barras assimétricas    | Trave                  | Solo                   | Salto                  | Cavalo com alças       | Argolas                | Barras paralelas       | Barra fixa             | Total                  | Pos.                   |
| ------------------- | ---------------------------- | ------------ | ------------ | ------------------- | ------------------- | ---------------------- | ---------------------- | ---------------------- | ---------------------- | ---------------------- | ---------------------- | ---------------------- | ---------------------- | ---------------------- | ---------------------- |
| Elisavet Tsakou     | Salto feminino               | 12.950       | 28º          | Não avançou         | Não avançou         |                        |                        |                        |                        |                        |                        |                        |                        |                        |                        |
| Elisavet Tsakou     | Barras assimétricas feminino | 12.750       | 11º          | Não avançou         | Não avançou         |                        |                        |                        |                        |                        |                        |                        |                        |                        |                        |
| Elisavet Tsakou     | Trave feminino               | 12.550       | 24º          | Não avançou         | Não avançou         |                        |                        |                        |                        |                        |                        |                        |                        |                        |                        |
| Elisavet Tsakou     | Solo feminino                | 11.950       | 27º          | Não avançou         | Não avançou         |                        |                        |                        |                        |                        |                        |                        |                        |                        |                        |
| Elisavet Tsakou     | Individual geral feminino    | 50.200       | 21º          |                     |                     | Não avançou            | Não avançou            | Não avançou            | Não avançou            |                        |                        |                        |                        | Não avançou            | Não avançou            |
| Nikolaos Iliopoulos | Solo masculino               | 12.400       | 36º          | Não avançou         | Não avançou         |                        |                        |                        |                        |                        |                        |                        |                        |                        |                        |
| Nikolaos Iliopoulos | Cavalo com alças masculino   | 13.700       | 4º           | 13.200              | 7º                  |                        |                        |                        |                        |                        |                        |                        |                        |                        |                        |
| Nikolaos Iliopoulos | Argolas masculino            | 13.850       | 12º          | Não avançou         | Não avançou         |                        |                        |                        |                        |                        |                        |                        |                        |                        |                        |
| Nikolaos Iliopoulos | Salto masculino              | 15.400       | 15º          | Não avançou         | Não avançou         |                        |                        |                        |                        |                        |                        |                        |                        |                        |                        |
| Nikolaos Iliopoulos | Barras paralelas masculino   | 13.350       | 18º          | Não avançou         | Não avançou         |                        |                        |                        |                        |                        |                        |                        |                        |                        |                        |
| Nikolaos Iliopoulos | Barra fixa masculino         | 13.500       | 13º          | Não avançou         | Não avançou         |                        |                        |                        |                        |                        |                        |                        |                        |                        |                        |
| Nikolaos Iliopoulos | Individual geral masculino   | 82.200       | 12º          |                     |                     |                        |                        | 11.950                 | 14.900                 | 13.900                 | 13.350                 | 13.850                 | 13.450                 | 81.400                 | 12º                    |

### Ginástica de trampolim
| Evento    | Atleta             | Qualificação | Qualificação | Final   | Final |
| Evento    | Atleta             | Result.      | Pos.         | Result. | Pos.  |
| --------- | ------------------ | ------------ | ------------ | ------- | ----- |
| Masculino | Apostolos Koutavas | 63.100       | 7º           | 39.200  | 4º    |

## Judô
| Evento              | Atleta              | 1ª rodada                  | 2ª rodada                     | Semifinais                  | Disputa pelo bronze A       | Pos. final |
| ------------------- | ------------------- | -------------------------- | ----------------------------- | --------------------------- | --------------------------- | ---------- |
| Até 81 kg masculino | Alexios Ntanatsidis | SIN Chim Jie Lim V 100-000 | TUR Batuhan Efemgil V 011-000 | KOR Lee Jae-Hyung D 000-111 | SVK Arpad Szakacs D 000-011 | 5º         |

| Evento         | Atleta                                                | 1ª rodada                  | 2ª rodada                 | Semifinais  | Final       | Pos. final |
| -------------- | ----------------------------------------------------- | -------------------------- | ------------------------- | ----------- | ----------- | ---------- |
| Equipes mistas | Alexios Ntanatsidis (como integrante da equipe Osaka) | ZZX Equipe Barcelona V 5-3 | ZZX Equipe Belgrado D 4-4 | Não avançou | Não avançou | 5º         |

## Natação
| Evento                 | Atleta                  | Qualificação | Qualificação | Semifinais | Semifinais   | Final       | Final       |
| Evento                 | Atleta                  | Resultado    | Posição      | Resultado  | Posição      | Resultado   | Posição     |
| ---------------------- | ----------------------- | ------------ | ------------ | ---------- | ------------ | ----------- | ----------- |
| 50 m peito masculino   | Ioannis Karpouzlis      | 29.17        | 5º (2º q3)   | 29.04      | 4º (3º sf2)  | 29.05       | 5º          |
| 100 m peito masculino  | Ioannis Karpouzlis      | 1:04.71      | 10º (1º q3)  | 1:04.90    | 13º (7º sf2) | Não avançou | Não avançou |
| 50 m peito feminino    | Maria Georgia Michalaka | 33.40        | 12º (4º q4)  | 32.96      | 7º (4º sf1)  | 32.90       | 6º          |
| 100 m peito feminino   | Maria Georgia Michalaka | 1:10.77      | 3º (2º q5)   | 1:10.55    | 4º (2º sf2)  | 1:10.41     | 5º          |
| 200 m peito feminino   | Maria Georgia Michalaka | 2:37.11      | 9º (2º q1)   |            |              | Não avançou | Não avançou |
| 100 m peito masculino  | Panagiotis Samilidis    | 1:04.57      | 9º (5º q2)   | 1:03.26    | 5º (3º sf1)  | 1:03.08     | 4º          |
| 200 m peito masculino  | Panagiotis Samilidis    | 2:19.15      | 8º (1º q1)   |            |              | 2:17.36     | 5º          |
| 200 m medley masculino | Panagiotis Samilidis    | Não largou   | -- (q3)      |            |              | Não avançou | Não avançou |

## Remo
| Evento             | Atleta                                   | Elim.   | Elim.       | Repescagem | Repescagem | Semifinais | Semifinais   | Final   | Final             |
| Evento             | Atleta                                   | Tempo   | Pos.        | Tempo      | Pos.       | Tempo      | Pos.         | Tempo   | Pos.              |
| ------------------ | ---------------------------------------- | ------- | ----------- | ---------- | ---------- | ---------- | ------------ | ------- | ----------------- |
| Dois sem feminino  | Eleni Diamanti Lydia Ntalamagka          | 3:31.50 | 2º (bat. 3) |            |            | 3:38.11    | 2º (sf A/B2) | 3:29.37 | Medalha de bronze |
| Dois sem masculino | Michalis Nastopoulos Apostolos Lampridis | 3:08.28 | 1º (bat. 1) |            |            | 3:15.02    | 1º (sf A/B1) | 3:06.85 | Medalha de prata  |

## Tiro com arco
| Evento              | Atleta                                | Qualificatória | Qualificatória | 1ª rodada                                       | Oitavas-de-final                               | Quartas-de-final                        | Semi-finais                                       | Final                                        | Pos. final       |
| Evento              | Atleta                                | Resultado      | Pos.           | Oponente Resultado                              | Oponente Resultado                             | Oponente Resultado                      | Oponente Resultado                                | Oponente Resultado                           | Pos. final       |
| ------------------- | ------------------------------------- | -------------- | -------------- | ----------------------------------------------- | ---------------------------------------------- | --------------------------------------- | ------------------------------------------------- | -------------------------------------------- | ---------------- |
| Individual feminino | Zoi Paraskevopoulou                   | 551            | 26º            | UKR Lidiia Sichenikova D 0-6                    | Não avançou                                    | Não avançou                             | Não avançou                                       | Não avançou                                  | --               |
| Equipes mistas      | Zoi Paraskevopoulou e SLO Gregor Rajh |                |                | KAZ Farida Tukebayeva/ BUL Teodor Todorov V 6-2 | NED Maud Custers/ ARM Vasil Shahnazaryan V 6-4 | CHN Song Jia/ ITA Lorenzo Pianesi V 6-4 | ESP Miriam Alarcón/ BAN Emdadul Haque Milon V 7-1 | ITA Gloria Filippi/ BLR Anton Karoukin D 3-7 | Medalha de prata |

## Vela
| Evento               | Atleta            | Regata | Regata | Regata | Regata | Regata | Regata | Regata | Regata | Regata | Regata | Regata | Total | Posição |
| Evento               | Atleta            | 1      | 2      | 3      | 4      | 5      | 6      | 7      | 8      | 9      | 10     | M      | Total | Posição |
| -------------------- | ----------------- | ------ | ------ | ------ | ------ | ------ | ------ | ------ | ------ | ------ | ------ | ------ | ----- | ------- |
| Techno 293 masculino | Efstratios Doukas | 19     | 21     | 20     | 19     | 16     | 21     | 18     | 19     | DNF    | 20     | 20     | 193   | 21º     |

Notas:
- M – Regata da Medalha
- OCS – On the Course Side of the starting line
- DSQ – Disqualified (Desclassificado)
- DNF – Did Not Finish (Não completou)
- DNS – Did Not Start (Não largou)
- BFD – Black Flag Disqualification (Desclassificado por bandeira preta)
- RAF – Retired after Finishing (Retirou-se após completar a prova)